# Piper oblongatifolium
Piper oblongatifolium är en pepparväxtart som beskrevs av William Trelease. Piper oblongatifolium ingår i släktet Piper och familjen pepparväxter. Inga underarter finns listade i Catalogue of Life.